# Thom Yorke
Thomas Edward Yorke, detto Thom (Wellingborough, 7 ottobre 1968), è un cantautore, polistrumentista, compositore e ballerino britannico, frontman dei Radiohead e dei The Smile.
Inserito al 66º posto nella lista dei 100 migliori cantanti di sempre secondo Rolling Stone, suona principalmente chitarra elettrica, chitarra acustica e pianoforte, ma ha anche suonato batteria e basso (specialmente durante le sessioni di registrazione di Kid A e Amnesiac con i Radiohead). Ha anche prodotto tre album come solista: The Eraser (2006), Tomorrow's Modern Boxes (2014) e Anima (2019).Yorke formò i Radiohead con i compagni di scuola alla Abingdon School nell'Oxfordshire. Si fecero notare con il loro singolo di debutto, "Creep", e ottennero consensi e vendettero oltre 30 milioni di album. Le prime influenze di Yorke includevano gruppi rock alternativi come i Pixies e i R.E.M. Con il quarto album dei Radiohead, Kid A (2000), Yorke si dedicò alla musica elettronica, influenzato da artisti come Aphex Twin. Per gran parte della sua carriera, ha collaborato con il produttore Nigel Godrich e il cover artist Stanley Donwood.
Il lavoro solista di Yorke comprende principalmente musica elettronica. Il suo album di debutto da solista, The Eraser, è uscito nel 2006. Per eseguirlo dal vivo, ha formato una nuova band, gli Atoms for Peace, con musicisti tra cui Godrich e il bassista dei Red Hot Chili Peppers Flea. Hanno pubblicato un album, Amok, nel 2013. Il secondo album da solista di Yorke, Tomorrow's Modern Boxes, è uscito nel 2014, seguito da Anima nel 2019. Nel 2021, Yorke ha debuttato con una nuova band, gli Smile, con il chitarrista dei Radiohead Jonny Greenwood e il batterista Tom Skinner; hanno pubblicato tre album. Yorke ha collaborato con artisti come Mark Pritchard, PJ Harvey, Björk, Flying Lotus, Modeselektor e Clark, e ha composto composizioni per il cinema e il teatro, tra cui i film Suspiria (2018) e Confidenza (2024).
Yorke è un attivista per cause ambientaliste, di giustizia commerciale e contro la guerra, e i suoi testi includono temi politici. È stato critico nei confronti dell'industria musicale, in particolare delle major e dei servizi di streaming come Spotify. Con i Radiohead e il suo lavoro da solista, ha utilizzato piattaforme di distribuzione alternative come pay-what-you-want e BitTorrent. È stato inserito nella Rock and Roll Hall of Fame come membro dei Radiohead nel 2019.

## Biografia

### Formazione
Thomas Edward Yorke nasce il 7 ottobre 1968 a Wellingborough,  Northamptonshire in Inghilterra (Gran Bretagna) Regno Unito.  Ha un fratello minore, Andy, cantante della band Unbelievable Truth dal 1993 al 2000.
Fin da bambino, fino ai 5-6 anni, Thom  Yorke viene sottoposto a vari interventi chirurgici per correggere una paralisi congenita all'occhio sinistro. Nei primi cinque anni di vita subisce molte operazioni, da lui stesso considerate "rattoppi",  le quali determineranno una semi-cecità e una blefaroptosi alla palpebra sinistra, che diverrà poi il suo tratto somatico inconfondibile. Ciò, unito al fatto che la famiglia Yorke non si è mai stabilita in un luogo per molto tempo, causa in lui una difficoltà nel costruire nuove amicizie, creando così un'atmosfera di isolamento. Il motivo di questi frequenti cambiamenti di ubicazione derivano dal lavoro del padre, venditore di strumenti per l'ingegneria chimica.
Intorno al 1978  la famiglia Yorke si stabilisce definitivamente nello Oxfordshire e Yorke riceve la sua prima chitarra come regalo per i suoi sette anni, essendo stato ispirato da un'esibizione in TV del chitarrista Brian May dei Queen. La sua prima canzone, Mushroom Cloud, descrive un'esplosione nucleare, e all'età di dieci anni riunisce la sua prima band alla scuola pubblica per ragazzi di Abingdon. È in questa scuola che incontra i componenti dei futuri Radiohead, ossia Ed O'Brien, Philip Selway, Colin Greenwood e suo fratello più giovane, Jonny, che saranno anche nei Radiohead. Il  gruppo è chiamato inizialmente On a Friday,  dato che il venerdì era l'unico giorno in cui la band aveva la possibilità di provare. Parlando delle sue influenze musicali ai tempi della scuola, Yorke afferma: "La scuola era sopportabile perché il dipartimento di musica era separato dal resto della scuola. Aveva pianoforti in minuscole stanze, ed ero solito passare un sacco di tempo intrattenendomi lì dopo la scuola". Nel 1985 vedere in concerto Siouxsie Sioux a Oxford lo ha ispirato a diventare cantante.
Dopo il diploma Yorke posticipa l'iscrizione all'università di un anno. Durante questo periodo si cimenta in qualche lavoro saltuario ed è coinvolto in un incidente d'auto, che lo renderà diffidente verso ogni tipo di trasporto meccanizzato. Yorke lascia Oxford per studiare all'Università di Exeter alla fine del 1988, limitando così le giornate di prove con gli On a Friday alle sole pause festive. Durante il periodo passato a Exeter, Yorke lavora come DJ e suona per un breve periodo con la band Headless Chickens. Yorke incontra inoltre Rachel Owen, con la quale inizia una relazione.

### Radiohead
È solo nel 1992, con il sopraggiungere del contratto con la EMI, che la band muta il suo nome in Radiohead, denominazione mantenuta tutt'oggi dalla band della quale Yorke è cantante e leader. Thom approccia la musica sperimentale come un percorso interiore, che negli anni novanta lo rende inconfondibile per stile e concezioni intellettuali che descrivono la società tecnologica in maniera seria e profonda, con quel tocco di malinconia che contraddistingue la sua continua ricerca di una tranquillità apparente. Ha partecipato alla realizzazione della colonna sonora, non originale, del film Velvet Goldmine del 1998, realizzando tre cover del musicista Bryan Ferry.

### Carriera da solista

#### The Eraser
Il 7 luglio 2006 è uscito il suo primo album da solista, The Eraser (anticipato dal singolo Harrowdown Hill), prodotto con la collaborazione di Nigel Godrich, produttore di tutti gli album dei Radiohead da OK Computer. Analyse, secondo singolo estratto, accompagna i titoli di coda del film The Prestige, diretto da Christopher Nolan.
Nel 2009 ha partecipato alla colonna sonora di The Twilight Saga: New Moon con il brano Hearing Damage.

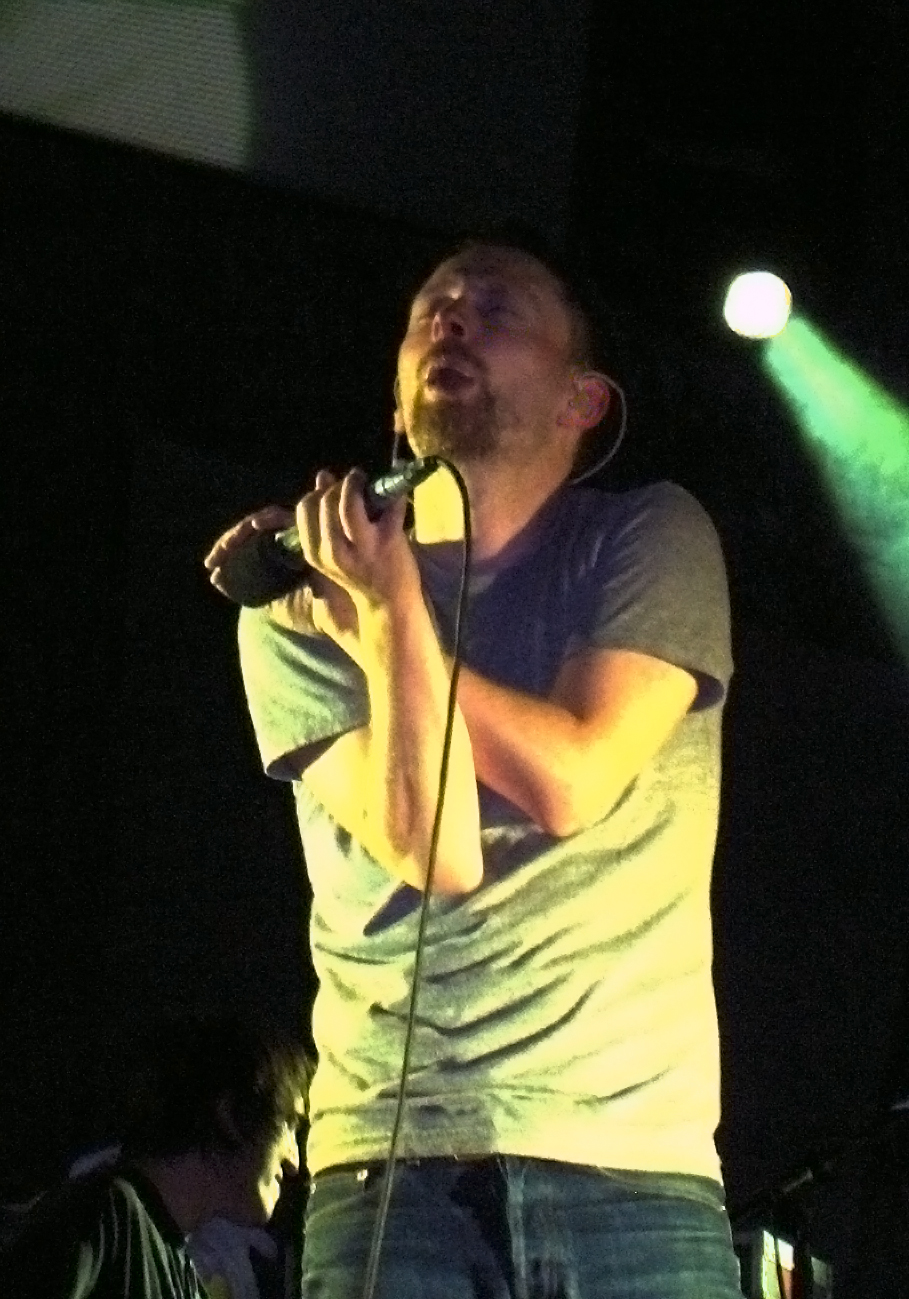
Thom Yorke in un'esibizione del 2006

#### Tomorrow's Modern Boxes
Il 26 settembre 2014 pubblica a sorpresa il secondo album da solista, Tomorrow's Modern Boxes. Il disco, composto di otto tracce, e prodotto con l'aiuto di Nigel Godrich, viene venduto al costo di 6 dollari attraverso una inedita interfaccia di BitTorrent ed è accompagnato dal video di A Brain in a Bottle. In meno di 24 ore, l'album viene scaricato più di 100.000 volte nel mondo e secondo Yorke l'innovativa modalità di vendita e distribuzione diretta rappresenta un nuovo modo per i musicisti di ottenere un maggior controllo sulle proprie opere.
Nel 2015 ha composto un brano, Subterranea, per la mostra a Sydney dello storico collaboratore per artwork e copertine dei Radiohead Stanley Donwood, che ha fatto molto parlare di sé. La cosa sorprendente è la sua durata, di ben 18 giorni, cioè esattamente la durata dell'esposizione; inoltre, nessuno dei 25.929 minuti è uguale all'altro.

#### Suspiria (Music for the Luca Guadagnino Film)
Viene annunciata per il 26 ottobre 2018 l'uscita di Suspiria (Music for the Luca Guadagnino Film) per XL Recordings. L'album contiene 25 brani composti per il film Suspiria di Luca Guadagnino. Il disco è stato anticipato dal singolo Suspirium, premiato come miglior brano originale alla 75ª Mostra internazionale d'arte cinematografica di Venezia.

#### Anima
A metà giugno 2019 annuncia il nuovo lavoro solista, iniziandone la promozione stampando e affiggendo alcuni volantini in giro per Milano, contenenti un numero verde e la scritta "Hai perso i tuoi sogni? Non disperare. Qui ad ANIMA abbiamo costruito una Camera dei Sogni. Chiama il numero verde e troveremo i tuoi sogni per te." O altri con la scritta: "Perché non possiamo ricordare i nostri sogni? È sempre la stessa storia. Notte dopo notte viaggiamo verso terre lontane, meravigliose e insolite. Ma alla mattina facciamo fatica a ricordare i dettagli. O persino i contorni. Ma ora quei giorni sono passati. Qui ad ANIMA abbiamo costruito una camera dei sogni. Chiama il numero verde e i tuoi sogni saranno tuoi da rivivere ancora e ancora." Chiamando il numero, si poteva ascoltare in anteprima la traccia. Ha inoltre realizzato un cortometraggio diretto da Paul Thomas Anderson e prodotto da Netflix, il cui trailer è stato pubblicato su YouTube il 20 giugno 2019.

### Atoms for Peace
Ha inoltre fondato con Flea gli Atoms for Peace, una band di rock sperimentale ed elettronica formatasi nel 2009 a Los Angeles. Il loro album di debutto, Amok, è uscito il 25 febbraio 2013.

### The Smile
Il 22 maggio del 2021 Thom Yorke, Jonny Greenwood e Tom Skinner, insieme al fidato produttore Nigel Godrich, annunciano la creazione di un nuovo gruppo chiamato The Smile. Debuttano la sera stessa al concerto di Glastonbury, disponibile in streaming. Il sound della band trae ispirazione dal post-punk e dal math-rock.

## Collaborazioni
Ha collaborato nel 1998 con i Drugstore per il brano El President inserito nell'album White Magic for Lovers e con gli Unkle per Rabbit in Your Headlights, presente nel disco Psyence Fiction. Nel 2008 ha realizzato insieme a Björk il singolo Náttúra. Ha lavorato anche con Burial, Modeselektor, PJ Harvey, Sparklehorse, My Bloody Valentine e altri artisti.

## Vita privata

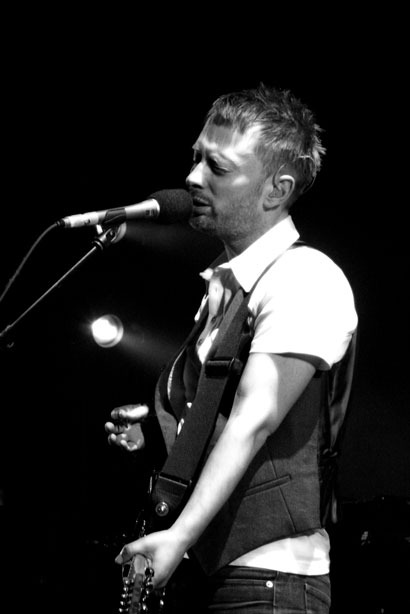
Thom Yorke in concerto con i Radiohead nel 2006

Nel 2015 si è separato da Rachel Owen (una fotografa che ha conseguito il dottorato in storia dell'arte), conosciuta 23 anni prima, con la quale ha avuto due figli, Noah, nato nel 2001 (al quale è stato dedicato l'album Amnesiac e che ha suonato con il padre nel brano Has Ended, nella colonna sonora di Suspiria), e Agnes Mair, nata nel 2004 (alla quale Yorke ha dedicato The Eraser). Rachel Owen è morta a causa di un cancro nel dicembre del 2016. Il 19 settembre del 2020 il cantante ha sposato in Sicilia l'attrice italiana Dajana Roncione.
È un convinto vegetariano e sostenitore dei diritti degli animali, dichiarando in merito: «La società ritiene necessario creare tale livello di sofferenza in modo da far mangiare [alle persone] cibo di cui non necessitano... dovresti almeno essere cosciente di ciò che fai anziché pensare che quello che fai sia un tuo diritto in quanto essere umano». Pratica, inoltre, yoga e meditazione.
Yorke attualmente vive a Roma, in un attico appartenuto a Italo Calvino.

## Discografia

### Da solista
- 2006 - The Eraser
- 2014 - Tomorrow's Modern Boxes
- 2018 - Suspiria (Music for the Luca Guadagnino Film)
- 2019 - Anima

### Con gli Atoms for Peace
- 2013 - Amok

### Con i The Smile
- 2022 - A Light for Attracting Attention
- 2024 - Wall of Eyes
- 2024 - Cutouts

## Filmografia

### Compositore
- 2018 - Suspiria, regia di Luca Guadagnino
- 2024 - Confidenza, regia di Daniele Luchetti